# IBX (Unternehmen)
IBX (offizieller Name: IBX Group AB) ist ein international tätiger Anbieter von Lösungen und Dienstleistungen für das Beschaffungswesen großer und mittelgroßer Unternehmen. Lediglich in Schweden firmiert IBX noch unter diesem Namen. In allen anderen Ländern ist es Teil der Sparte "Business Services" von Tradeshift. Tradeshift bzw. IBX bieten Beratungsdienstleistungen und on-Demand-Lösungen für den operativen und strategischen Einkauf und bezeichnen sich als weltweit größte Handelsplattform und führend im Geschäftsfeld E-Procurement.

## Geschichte
Das Unternehmen wurde im Jahre 2000 als IBX Integrated Business Exchange AB von Ericsson, SEB und B-Business Partnern in Stockholm gegründet. Zu den Gründern gehörten Hans Ahlinder, Björn Böhme, Christer Hallqvist und Peter Lageson. Die erste Zeit wurde dazu genutzt, eine Anwendungsumgebung einzurichten und bei Ericsson und SEB zu implementieren. Dazu wurden Vereinbarungen mit SAP und Commerce One getroffen.
Seit der Gründung befindet sich IBX auf einem kontinuierlichen Wachstumskurs und ist auch in den anderen nordeuropäischen Ländern aktiv. Im Jahre 2004 startete IBX durch den Abschluss eines langfristigen Vertrags mit der Deutschen Post eine Expansion in Gesamteuropa.
Seit 2005 ist IBX durch den Erwerb des Post-Lufthansa-Joint Ventures trimondo GmbH auch in Deutschland vertreten.
Im Oktober 2006 übernahm IBX die 1999 gegründete Portum AG mit Sitz in Frankfurt am Main, ein hauptsächlich in Deutschland, Frankreich und Spanien tätiges Unternehmen, das auf E-Sourcing (elektronische Ausschreibungen und elektronische Auktionen im B2B-Bereich) spezialisiert ist. Seitdem bietet IBX europaweit E-Sourcing-, E-Procurement- und E-Paymentlösungen an und wird von Leif Bohlin geleitet.
Im Jahr 2010 wurde IBX von Capgemini aufgekauft und firmiert seitdem nur noch in Schweden unter IBX. In allen anderen Ländern ist es Teil der Capgemini-Sparte "Business Services" und firmiert als "IBX Business Network".
Zum 1. April 2017 erwarb Tradeshift aus San Francisco das IBX Business Network einschließlich der Portum-Lösung von Capgemini. Durch diesen Zusammenschluss der beiden Unternehmen wurde die weltweit größte Handelsplattform geschaffen, die rund 1,5 Mio. Unternehmen verbindet und mehr als 500 globale Unternehmen zu den Kunden zählt.
In der Folge wurde zum 1. September 2017 der europäische Service Desk von Krakau an den Standort der Europa-Zentrale von Tradeshift in Bukarest verlegt. Das auf elektronische Auktionen und elektronische Ausschreibungen ausgelegte "Portum"-System wird unter diesem Namen betrieben.

## IBX 2008 bis 2017
IBX hatte 232 Angestellte an verschiedenen europäischen Standorten und ist in mehr als 80 verschiedenen Ländern tätig (Stand 2008).
IBX betrieb folgende Standorte: Stockholm-Bromma (Unternehmenssitz), Kopenhagen-Vallensbæk Strand, Helsinki, Oslo, Krakau (Service Desk), Paris (Capgemini) und Chicago.
Seit 2005 veröffentlichte IBX zweimal im Jahr das Efficient Purchasing Magazine, eine europaweit verteilte Fachzeitschrift für professionelle Einkäufer. Chefredakteur ist der schwedische Wirtschaftsjournalist Johan Beer.
Im Mai 2008 hat IBX das Buch Purchasing Transformation veröffentlicht. Das Buch nutzt die Praxiserfahrung von Einkaufsberatern und liefert Ansätze, wie Unternehmen die Potenziale des Einkaufs ausschöpfen können.
Zu den Kunden von IBX zählten große europäische Unternehmen aus unterschiedlichen Branchen, darunter Ikea, Lufthansa, Linde AG, Thomas Cook, Volvo, Saab, Skanska, der Staat Norwegen oder auch SAS.

## IBX Business Network heute
Seit dem 1. April 2017 ist das IBX Business Network ein Teil von Tradeshift. Zentrale ist weiterhin Stockholm-Bromma, Entwicklung und Service Desk befinden sich in Bukarest.